# Sărata (okręg Buzău)
Sărata – wieś w Rumunii, w okręgu Buzău, w gminie Ulmeni. W 2011 roku liczyła 382 mieszkańców.